# Pholeuon comani
Pholeuon comani es una especie de escarabajo del género Pholeuon, familia Leiodidae. Fue descrita por Ieniştea en 1955.

## Distribución
Se encuentra en Rumania.